# Guillaume Repin
Guillaume Repin (Répin dans "le Célestin Port") est un bienheureux français, né à Thouarcé le 26 août 1709 et guillotiné à Angers le 2 janvier 1794. Il est le doyen des 99 martyrs d'Angers.

## Biographie
Il entre à dix-neuf ans au séminaire d'Angers puis est ordonné prêtre. 
Lors de la Révolution française, refusant de devenir prêtre jureur, il part se réfugier à Angers. Âgé de 83 ans, Il est arrêté le 17 juin 1792 et emprisonné au séminaire transformé en prison.
Libérés par les Vendéens, le 17 juin 1793, il est capturé dans les Mauges le 24 décembre 1793, et conduit en prison à Chalonnes-sur-Loire. Déféré devant le comité révolutionnaire d’Angers, il est condamné à la guillotine et exécuté le 2 janvier 1794.
Sa cause ainsi que celle d'autres martyrs est introduite par l'évêque d'Angers, Mgr Joseph Rumeau, en 1905, et aboutit à leur béatification par Jean-Paul II le 19 février 1984.  Sa mémoire liturgique est célébrée le 2 janvier.